# Melchiorre Missirini
Melchiorre (Melchior) Missirini (Forlì, 15 gennaio 1773 – Firenze, 18 dicembre 1849) è stato un letterato e biografo italiano.

## Biografia
Melchiorre Missirini fu un poligrafo molto noto: poeta, prosatore, epigrafista. Laureatosi in teologia nel 1795, l'anno successivo celebrò la sua prima messa nella cattedrale di Santa Croce a Forlì.
Nel 1798, il poemetto La Concordia repubblicana e lo scritto I comandamenti recitati nel circolo repubblicano di Forlì attestano il favore con cui accolse le nuove idee portate dai Francesi, favore di cui si dichiarò pubblicamente pentito nel 1799. Legate invece alla figura di Napoleone sono L'apertura del congresso di Lione (1802) ed un'ode all'Imperatore (1809).
Studioso di Dante, si dedicò anche alla storia dell'arte. È celebre infatti come il principale biografo di Antonio Canova, di cui fu amico e segretario particolare.
Fu segretario ed amico anche di Pietro Giordani, segretario inoltre dell'Accademia di San Luca di Roma, di cui pubblicò le memorie, e membro dell'Accademia di Parigi.
Morì a Firenze, in palazzo Ricasoli Scroffa.

## Opere
- Sermoni
- Canzoniere (1808)
- Memorie della romana Accademia di San Luca (1823)
- Su i marmi di Antonio Canova. Versi, Roma 1823
- Della vita di Antonio Canova libri quattro, Prato 1824
- Cantica per i comizi di Lione
- Monumento per le Belle Arti
- Elogi di XL uomini illustri italiani
- Sui marmi di A. Canova.
- Vita di Dante Alighieri, Milano-Vienna, Tedler e Schaefer, 1844